# Старо-Никольское (усадьба)
Уса́дьба Ста́ро-Нико́льское (также: уса́дьба Рти́щева, уса́дьба Бе́ргов) расположена на территории Новой Москвы, за МКАДом, по адресу: посёлок Первомайское, улица Парковая, дом № 18.

## История
Имение Старо-Никольское на левом берегу реки Десны было основано в 1660 году другом царя Алексея Михайловича, боярином Федором Михайловичем Ртищевым, которому перешла во владение упраздненная вотчина древнего Никольского монастыря.
Роду Ртищевых имение с усадьбой принадлежало до конца XVIII века (по другой версии — до 1830-х годов), затем перешло к семье Мусиных-Пушкиных, позднее — к предпринимателям Крыгиным и Бергам.
С конца XIX века и до революции владение принадлежало представителям купеческого сословия.
Летом 1928 года главный дом стал местом проведения VI съезда Коммунистической партии Китая, ставшего значимым событием в истории КНР.
В 2011 году в особняке произошел пожар, после которого здание находилось в аварийном (фактически, руинированном) состоянии.
В 2013 году усадьба была арендована на 49 лет Китайским культурным центром.
С конца 2015 до середины 2016 года на средства Китайского культурного центра в усадьбе проводились комплексные ремонтно-реставрационные работы, вследствие чего памятник архитектуры был полностью возрождён. Реставраторы руководствовались данными натурных обследований, архивными графическими и фотоматериалами и историческими аналогами. Реставрация завершилась в 2016 году, и 4 июля того же года в здании открылся Музей VI съезда КПК.
В 2016 году здание было удостоено премии конкурса Правительства Москвы «Московская реставрация» в двух номинациях:
1. «За лучшую организацию ремонтно-реставрационных работ» и
2. «За научно-методическое руководство и научно-исследовательскую работу».

## Архитектура
Можно выделить следующие этапы формирования архитектурного ансамбля Старо-Никольского:
- 1770—1780 года — окончательно сложился традиционный дворянский усадебный комплекс: каменный главный дом, хозяйственные постройки.
- 1820—1830 года — усадьба была перестроена в стиле позднего ампира:
  - Главный дом представлял собой двухэтажный (с подвалом и антресолями) объем, увенчанный круглым бельведером с флагштоком.
  - На фронтоне был размещен герб Мусиных-Пушкиных;
  - в нишах колонного портика располагались статуи.
  - К боковому фасаду поднимался пандус.
- Между 1885 и 1891 годами — особняк подвергся новой перестройке:
  - значительно увеличился объем колонной лоджии;
  - были заложены окна антресольного этажа со стороны южного фасада.
- 1893—1911 года — был устроен северный портик и перестроен южный.
- 1935—1946 года — для приспособления особняка под жильё, был утрачен бельведер, надстроены торцевые лоджии, антресольный этаж путем понижения уровня межэтажных перекрытий был перестроен в полноценный третий этаж; внутри для устройства коридорной системы полностью ликвидировали прежнюю планировку, заменив мраморную лестницу железобетонной. Словом, исторические интерьеры здания и объемно- пространственная композиция были утрачены; первоначальная же декоративная отделка фасадов и интерьеров сохранялась фрагментарно.

В ходе реконструкции 2015—2016 годов, демонтировали двухэтажную надстройку 1940-х годов с торцевых террас западного и восточного фасадов особняка.
Были проведены: укрепление стен, реставрация цоколя, кирпичных сводов подвала и стены из кирпича и белого камня, а также осуществлено воссоздание утраченных во время поздних реконструкций арочных и прямых проемов периода конца XIX — начала XX века.
Аварийные участки перекрытий были заменены, существующие перекрытия — укреплены. Воссозданы кирпичный тамбур, крыша с покрытием из оцинкованной стали, бельведер со смотровой площадкой. Освобожденные от надстройки торцевые террасы отреставрированы с воссозданием штукатурного и белокаменного декора, бетонного ограждения, колонн из кирпича с декоративным оштукатуриванием и капителей из фибробетона, металлического кованого парапета через кирпичные столбики и кровли над восточной и южной террасами. Были отреставрированы металлические кованые ограждения парапетов и воссозданы утраченные шпиль бельведера и дымники.
На фасадах восстановлены штукатурный слой и архитектурно-декоративное оформление — каннелированные пилястры, веерный надоконный руст, филенки, лепные элементы над оконными проемами второго этажа, лопатки, междуэтажный карниз. На основании химико-технологических исследований были разработаны схема покраски и колерный паспорт фасадов.
Воссозданы столярные заполнения окон с восьмичастной расстекловкой и мраморная лестница. Покрытия полов восстанавливались по историческим аналогам и обнаруженным в основании поздних напольных покрытий осколкам доломитовых и керамических плит.